# Stegothyris fasciculalis
Stegothyris fasciculalis là một loài bướm đêm trong họ Crambidae.